# Rudolf Lange
Martin Franz Rudolf Erwin Lange (Weißwasser, Alemania; 18 de abril de 1910 - Polonia, 6 de febrero de 1945) fue un militar alemán de la Alemania Nazi. Oficial de la SS con el rango de Mayor (SS Sturmbannführer). Participó en la Conferencia de Wannsee, el 20 de enero de 1942 donde se decidió el exterminio de los judíos durante la Segunda Guerra Mundial.
Lange fue el Comandante del Sicherheitsdienst o SD de la Gestapo en Poznan desde el 27 de enero de 1945 hasta febrero de 1945.  Ascendido a SS Standartenführer el 30 de enero de 1945.  Muerto en combate en Poznan, Polonia contra el Ejército rojo el 6 de febrero de 1945.